# Roberto Themis Speroni
Roberto Themis Speroni (La Plata, 29 de septiembre de 1922 - City Bell, 28 de septiembre de 1967) fue un poeta y escritor argentino, y nieto del destacado pintor y artista plástico José Speroni.
Nacido en La Plata, ciudad capital de la provincia de Buenos Aires el 29 de septiembre de 1922. Colaboró en diversos diarios y revistas locales y en los principales diarios de la ciudad de Buenos Aires.
Fue fundador de "El potro al viento" e integrante del grupo de las "Ediciones del Bosque" junto a María Dhialma Tiberti, Raúl Amaral y otros. Dio conferencias y recitales en el Círculo de Periodistas, en La Prensa e instituciones culturales. Falleció en City Bell, Buenos Aires, el 28 de septiembre de 1967.
Hoy en día Institutos de Enseñanza Superior llevan su nombre en su honor.

## Obras publicadas

### Poesía editada en vida
- Habitante único (1945).
- Gavilla de tiempo (1948).
- Tentativa en la luz (1951).
- Tatuaje en el viento (1958).
- El poeta en el hueso del invierno. Veinte poetas platenses contemporáneos (1963). Antología de Ana Emilia Lahitte.
- Paciencia por la muerte (1963).
- Padre final (1964).

### Libros póstumos incluidos enPoesía completa
- Cantos del solitario.
- Sólo canto de hierro.
- Elegías alfabéticas.
- Aquella vez de la madera.
- Le digo al aviador.
- La piedra más rota.
- Sonetos (1951-1966).
- Otros poemas.

### Prosa
- El monso (novela. Revista Ficción, N° 22. Buenos Aires, 1958)
- El antiguo valle (novela en cantos)
- Yo y otras historias (cuentos)
- Viaje hacia un "tiempo de muchachas". Ensayo sobre la poética de Alberto Ponce de León.
- Cielo anterior (texto autobiográfico).
- La fatiga (novela).
- El jinete (novela).
- La gitana (novela).